# Sara Khadem
Sarasadat Khademalsharieh (en persa: سارا سادات خادم‌الشریعه), conocida como Sara Khadem (n. Teherán, 10 de marzo de 1997), es una ajedrecista de origen iraní, con doble nacionalidad iraní y española. Posee los títulos de Gran Maestra Femenina y Maestra Internacional de la FIDE.

## Datos biográficos
Nacida el 10 de marzo de 1997 en la capital iraní, se formó en la práctica del ajedrez bajo la tutela de su compatriota Khosro Harandi y del neerlandés Robin van Kampen. Además de las Olimpiadas de ajedrez, ha participado también en el Campeonato Mundial Femenino de Ajedrez 2017, donde fue eliminada en la primera ronda ante la georgiana Sopiko Guramishvili. Posee los títulos de Gran Maestra Femenina —desde 2013— y Maestra internacional —desde 2015—.
En 2022, mientras en Irán se sucedían las protestas por la muerte de Mahsa Amini, Khadem, que por entonces disputó el Campeonato Mundial de Ajedrez Rápido, optó por no llevar el velo en señal de protesta. Nada más acabarlo, se exilió en España para evitar las posibles represalias. El 26 de julio de 2023, se le otorgó la nacionalidad española por carta de naturaleza.